# Manuel Maldonado Pastrana
Manuel Maldonado Pastrana (Mozonte, Nueva Segovia, 1864 - Masaya, 1945), fue un médico, poeta y político nicaragüense reconocido como el autor del "Himno al Árbol" en este país centroamericano.
Su obra poética y prosa denota la influencia modernista de Rubén Darío, su amigo y "paisano inevitable".
Gozó de fama de buen orador y político de ideología liberal afín al gobierno de José Santos Zelaya.

## Reseña biográfica
Nació en Mozonte, departamento de Nueva Segovia en 1864. 
En León realizó sus estudios en la facultad de medicina de la Universidad Nacional Autónoma de Nicaragua, León (UNAN-León).
En 1907 fue designado por el gobierno de Zelaya para dar el discurso de salutación a Rubén Darío por su regreso triunfal a Nicaragua, su salutación mereció que Darío contestase con un soneto lleno de sinceridad y entusiasmo, cuya primer estrofa dice así:
"Manuel el resplandor de tu palabra"
ha iluminado la montaña oscura,"
en donde hace ya tiempo mi figura"
vaga entre el cisne, el sátiro y la cabra."

### Padrino masón de Darío
Siendo un masón, junto con el doctor José Leonard y Bertholet, inspector general de la Masonería Centroamericana y Española, animó a Darío para que solicitase su ingreso en la Masonería; Maldonado fue quien lo apadrinó en la ceremonia de iniciación en la logia Progreso nº 16 de Managua de la Gran Logia de Nicaragua el 24 de enero de 1908.

### Vida política
Ferviente militante liberal apoyó la Revolución de 1893 y el gobierno de José Santos Zelaya (1893-1909); tanto así, que a la caída de éste se convirtió en un crítico férreo y opositor de su correligionario y amigo Juan José Estrada Morales y de los gobiernos conservadores encabezados por Adolfo Díaz Recinos y Emiliano Chamorro por lo cual sufrió destierro y encarcelamientos.
Al asumir Estrada Morales como Presidente de Nicaragua en 1910, lo expulsan del país en unión de otros ilustres liberales zelayistas como el general Benjamín Zeledón, el historiador José Dolores Gámez, el poeta Santiago Argüello y el doctor Leonardo Argüello Barreto, con quienes sufrió exilio en México, en donde fundaron un periódico de oposición al gobierno de Estrada Morales. 

### Fundador de la Academia Nicaragüense de la Lengua
Fue uno de los ocho intelectuales fundadores de la Academia Nicaragüense de la Lengua creada en Managua por decreto ejecutivo del 8 de agosto de 1928.

## Himno al Árbol
La letra del "Himno al Árbol" que aún perdura en la mente de muchos nicaragüenses es de su autoría. También, es autor del "Himno a Rubén Darío" musicalizado por Camerata Bach. 
El maestro Luis Abraham Delgadillo le compusó música a la letra "Himno al Árbol" del poeta Maldonado, la cual dice así:
Gloria al árbol que es dicha del hombre.

Gloria al árbol que es fuente de amor,

gloria al hijo que nace del beso

que a la Tierra le envía el rey Sol.

Nos refiere la Biblia cristiana

que hubo un día un Edén terrenal

y que en medio de aquel paraíso

brotó un árbol de estirpe real.

Desde entonces el árbol ha sido

para el hombre el amigo más fiel,

ya se llame ciruelo o manzano,

sicomoro, araucaria o laurel.

Él nos da con su aliento la vida,

con sus carnes nos forma el hogar.

Él succiona las aguas fecundas

que las nubes recogen del mar.

Nos refiere la Biblia cristiana

que hubo un día un Edén terrenal

y que en medio de aquel paraíso

brotó un árbol de estirpe real.

Desde entonces el árbol ha sido

para el hombre el amigo más fiel,

ya se llame ciruelo o manzano,

sicomoro, araucaria o laurel.

Gloria al árbol que es dicha del hombre...

## Obras
- Canto a Bolívar (1926)
- El Supremo diálogo y otros poemas (1944)[2]
- María Magdalena (1948) edición póstuma
- Lira y tribuna (1949) edición póstuma

## Reconocimientos
- Personaje notable de Nueva Segovia.
- Biblioteca Pública Municipal "Doctor Manuel Maldonado Pastrana" en Mozonte.
- Colegio "Doctor Manuel Maldonado Pastrana" en Masaya.
- Boulevard "Doctor Manuel Maldonado Pastrana" en Masaya.[3]